# Département de Cuscatlán
Cuscatlán est un département, situé au centre du Salvador. Il a une superficie de 756.19 km², ce qui en fait le plus petit département du Salvador. Sa population est d'environ 230 000 habitants.

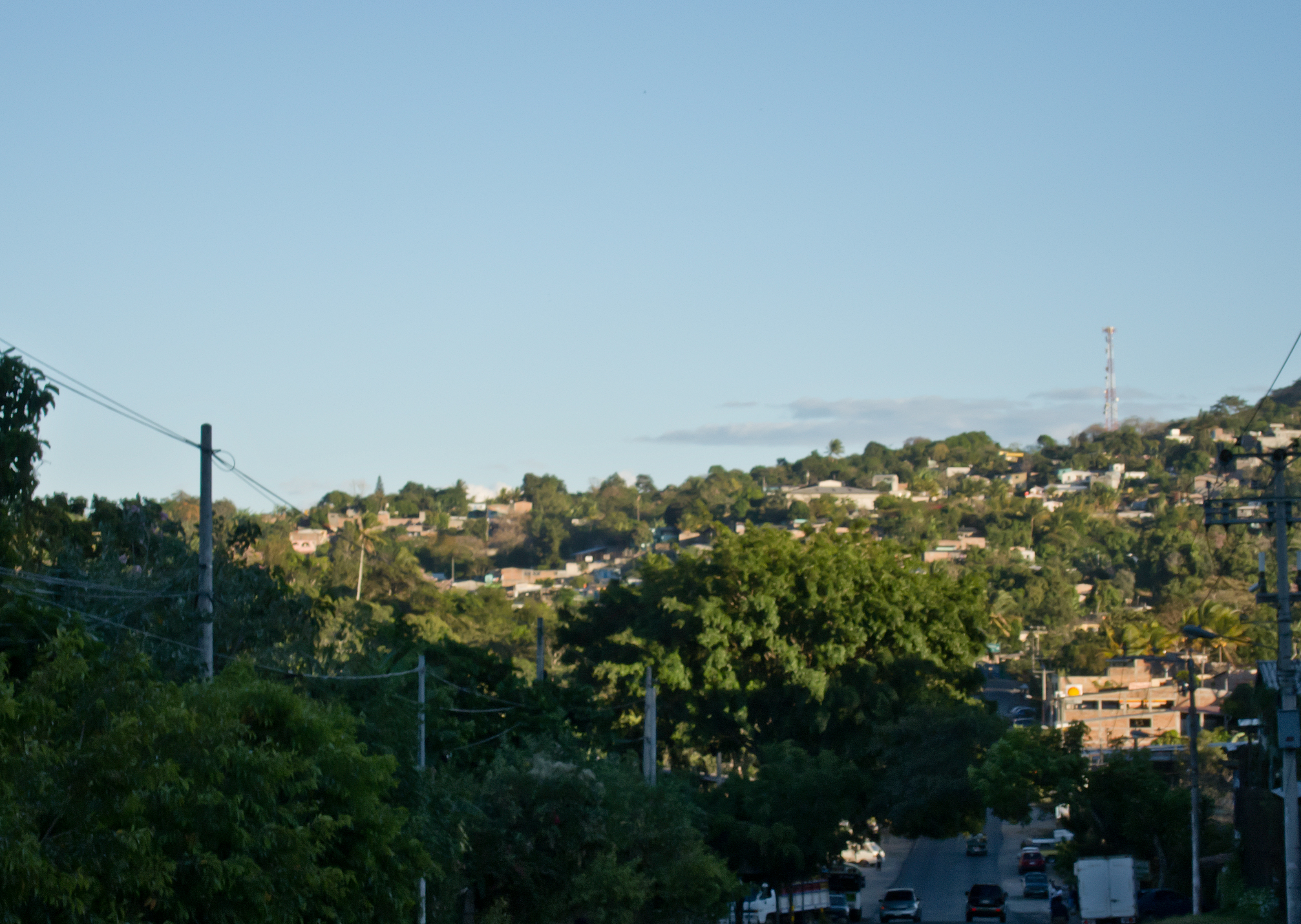

Cuscatlán ou Cuzcatlán était le nom originel des habitants de la partie occidentale du pays. Dans le dialecte local, cela signifie "terre des bijoux précieux". 
Cuscatlán acquit le statut de département le 22 mai 1835. Suchitoto était la première capitale du département mais le 12 novembre 1861, elle fut remplacée par Cojutepeque.

## Municipalités
1. Candelaria
2. Cojutepeque
3. El Carmen (Cuscatlán)
4. El Rosario
5. Monte San Juan
6. Oratorio de Concepción
7. San Bartolomé Perulapía
8. San Cristóbal
9. San José Guayabal
10. San Pedro Perulapán
11. San Rafael Cedros
12. San Ramón
13. Santa Cruz Analquito
14. Santa Cruz Michapa
15. Suchitoto
16. Tenancingo
17. Zacatecas (Cuscatlán)